# Haut-Intyamon
Haut-Intyamon ist eine politische Gemeinde im Greyerzbezirk des Kantons Freiburg in der Schweiz. Die Gemeinde entstand am 1. Januar 2002 durch den Zusammenschluss der früher selbständigen Gemeinden Albeuve, Lessoc, Montbovon und Neirivue. Die Gemeindeverwaltung befindet sich in Albeuve.

## Geographie
Haut-Intyamon liegt rund 12 km südlich des Bezirkshauptortes Bulle (Luftlinie). Die Gemeinde befindet sich in der Haute-Gruyère, im Intyamon genannten Tal der Saane (französisch: Sarine), in den Freiburger Alpen östlich der Moléson-Kette.
Die Fläche des 60,4 km² grossen Gemeindegebiets umfasst einen Abschnitt der Haute-Gruyère in den Freiburger Alpen. Den zentralen Teil des Gebietes bildet das sich in Südsüdwest-Nordnordost-Richtung erstreckende Saanetal. Nördlich des Ortes Lessoc bildet die Saane eine rund 1 km breite flache Talniederung, wobei die nördliche Grenze im Bereich der Hügellandschaft von Les Cressets liegt. Bei Lessoc befindet sich der grosse Schuttkegel des Wildbachs Torrent, der die Saane ganz an den westlichen Talrand drängt. Der Fluss ist hier zum See von Lessoc aufgestaut. Südlich des Sees gibt es nur noch eine schmale Talniederung; die Grenze verläuft durch die Engstelle am Saanebogen zwischen Montbovon und La Tine.
Östlich der Saane befindet sich nur ein verhältnismässig kleiner Teil der Gemeinde. Er umfasst das Einzugsgebiet des Torrent, wobei die Grenze über die Höhen von Les Millets (1886 m ü. M.), Pra de Cray (mit 2090 m ü. M. der höchste Punkt von Haut-Intyamon) und Pointe de Cray (2070 m ü. M.) verläuft.
Der westlich der Saane gelegene Gemeindeteil ist wesentlich stärker gegliedert durch die Täler der Marive und des Hongrin. Ersteres trennt durch die Schlucht von Evi die beiden östlichen Vorberge der Molésonkette, Vanil Blanc (1828 m ü. M.) und Entre Deux Dents (1618 m ü. M.) voneinander. Die Westgrenze liegt zumeist auf der Wasserscheide zwischen der Saane und dem Genferseegebiet (zugleich die europäische Hauptwasserscheide zwischen Rhein und Rhone). Sie verläuft auf den Kalkgipfeln der Molésonkette von Norden nach Süden über Moléson (2002 m ü. M.), Dent de Lys (2014 m ü. M.), Vanil des Artses (1992 m ü. M.), Cape au Moine (1941 m ü. M.) und reicht auf die Ostabdachung der Rochers de Naye (Grande Chaux de Naye: bis 1983 m ü. M.). Auf der Ostseite dieser Kette befinden sich ausgedehnte Alpweiden. Der äusserste Süden des Gemeindebodens wird vom unteren Teil des Hongrintals eingenommen.
Von der Gemeindefläche entfielen 1997 2 % auf Siedlungen, 37 % auf Wald und Gehölze, 48 % auf Landwirtschaft, und etwas mehr als 13 % war unproduktives Land.
Haut-Intyamon besteht aus den Dörfern Neirivue (754 m ü. M.), Albeuve (769 m ü. M.), Lessoc (812 m ü. M.) und Montbovon (797 m ü. M.). Daneben gehören die Weiler Le Buth (823 m ü. M.) auf einer Terrasse östlich der Saane, Les Sciernes-d'Albeuve (900 m ü. M.) auf einer Hangterrasse am Ostfuss der Dent de Lys, Comba d'Avau (807 m ü. M.) und Comba d'Amont (840 m ü. M.) im Tal des Hongrin, Vers les Moret (821 m ü. M.) und Vers les Pichon (870 m ü. M.) am linken Talhang der Saane oberhalb von Montbovon sowie zahlreiche Einzelhöfe und Alphütten zur Gemeinde. Nachbargemeinden von Haut-Intyamon sind Châtel-Saint-Denis, Semsales, Gruyères, Bas-Intyamon und Grandvillard im Kanton Freiburg sowie Château-d’Oex, Rossinière, Veytaux, Montreux und Blonay – Saint-Légier im Kanton Waadt.

## Bevölkerung
Mit 1691 Einwohnern (Stand 31. Dezember 2023) gehört Haut-Intyamon zu den mittelgrossen Gemeinden des Kantons Freiburg. Von den Bewohnern sind 94,3 % französischsprachig, 3,1 % deutschsprachig, und 0,6 % sprechen Spanisch (Stand 2000). Die Bevölkerungszahl von Haut-Intyamon belief sich 1900 auf 1730 Einwohner. Im Lauf des 20. Jahrhunderts nahm die Bevölkerungszahl durch starke Abwanderung um über 30 % ab und erreichte 1980 mit 1209 Einwohnern einen vorübergehenden Tiefststand. Seither wurde wieder eine Bevölkerungszunahme (insbesondere während der 1980er-Jahre) verzeichnet.

## Wirtschaft
Haut-Intyamon war bis Mitte des 20. Jahrhunderts ein vorwiegend durch die Landwirtschaft geprägtes Dorf. Bis nach dem Ersten Weltkrieg wurde bei Lessoc Marmor abgebaut. Noch heute haben die Viehzucht und die Milchwirtschaft (für die Herstellung von Greyerzer Käse) und in geringerem Mass der Ackerbau eine wichtige Bedeutung in der Erwerbsstruktur der Bevölkerung. Die Gemeinde besitzt ausgedehnte Alpweiden zur Sömmerung des Viehbestandes.
Weitere Arbeitsplätze sind im lokalen Kleingewerbe und im Dienstleistungssektor vorhanden. Im Lauf des 20. Jahrhunderts haben sich in Haut-Intyamon kleinere Betriebe der Möbelindustrie, des Baugewerbes sowie mechanische Werkstätten, Schreinereien und Sägereien niedergelassen. Die Wasserkraft der Saane wird bei Montbovon durch ein Elektrizitätswerk genutzt; bei Lessoc werden durch die Höhenstufe unterhalb des seit 1972 existierenden Stausees nochmals Turbinen betrieben. In den letzten Jahrzehnten hat sich Haut-Intyamon auch zu einer Wohngemeinde entwickelt. Viele Erwerbstätige sind deshalb Wegpendler, die vor allem in der Region Bulle arbeiten.

## Verkehr
Die Gemeinde liegt an der Hauptstrasse 190 von Bulle nach Château-d’Oex. Südlich von Montbovon führt diese Strasse durch die Schlucht Défilé de La Tine, durch welche die Kantonsgrenze verläuft.
Eine Strasse führt durch das Hongrintal zum Stausee Lac de l’Hongrin. Bei Allières zeigt von dieser Nebenstrasse der Weg zum Bergübergang Col de Jaman ab.
Am 23. Juli 1903 wurde die Bahnlinie von Bulle nach Montbovon mit Bahnhöfen bei sämtlichen vier Dörfern der Gemeinde Haut-Intyamon in Betrieb genommen. Montbovon liegt überdies an der Strecke der Montreux-Berner-Oberland-Bahn; der Abschnitt Montreux-Montbovon wurde am 1. Oktober 1903, die Fortsetzung nach Saanen am 6. Juli 1905 eingeweiht.

## Geschichte
Fast das gesamte Gemeindegebiet von Haut-Intyamon (ausser Albeuve) gehörte seit dem Mittelalter zur Grafschaft Greyerz. Nachdem der letzte Graf von Greyerz 1554 Konkurs gemacht hatte, kam das Gebiet 1555 unter die Herrschaft von Freiburg und wurde der Vogtei Greyerz zugeordnet. Nach dem Zusammenbruch des Ancien Régime (1798) gehörte Haut-Intyamon zunächst zur Präfektur und ab 1848 zum Bezirk Greyerz.
Am 26. Juni 2001 votierten die Stimmberechtigten der Gemeinden Albeuve, Lessoc, Montbovon und Neirivue mit einer Ja-Mehrheit von rund 80 % für die Gemeindefusion. Für die neue Gemeinde standen die Namen Albeuve oder Haut-Intyamon zur Diskussion, wobei letzterer von der Bevölkerung favorisiert wurde. Mit Wirkung auf den 1. Januar 2002 entstand die neue Gemeinde Haut-Intyamon, deren Gemeindeverwaltung sich in Albeuve befindet.
Seit 2012 gehört die Gemeinde zum Parc naturel régional Gruyère Pays-d’Enhaut.